# Puig del Coscó
El Puig del Coscó és una muntanya de 488 metres que es troba al municipi de Begues, a la comarca del Baix Llobregat.